# Konflikttransformation
Von Konflikttransformation wird hauptsächlich dann gesprochen, wenn eine entsprechende Konfliktintervention auf eine Um- oder Neugestaltung (=Transformation) bestehender Konfliktparameter hinwirkt. Das heißt, dass ein verändertes Verhalten und eine veränderte Einstellung gegenüber dem Konflikt es den Konfliktparteien erlauben können, eine neue Wirklichkeitskonstruktion zu erschaffen.
Konflikttransformation ist in den 1990er Jahren entstanden und grenzt sich von älteren, herkömmlichen Ansätzen, wie der Konfliktregelung (z. B. in Form von politischen Vereinbarungen wie Waffenstillständen) oder der Konfliktlösung (z. B. in Form von Beziehungsklärung durch lösungs- oder prozessorientierte Mediation) ab. Erfahrungen nach dem Ende des Kalten Krieges zeigten, dass diese Ansätze in bewaffneten Konflikten, wie z. B. in Angola oder Israel-Palästina, zu kurz griffen. So starben nach einem Waffenstillstand mehr Menschen, als davor. In diesem Sinne geht Konflikttransformation über ergebnisorientierte (Konfliktregelung) und beziehungs- und prozessorientierte Strategien (Konfliktlösung) hinaus. Ziel ist die Herstellung umfassender sozialer Gerechtigkeit und die Versöhnung der Konfliktparteien. Dabei werden nicht nur eigene und fremde Grundbedürfnisse bewusst gemacht und Beziehungen geheilt, sondern auch strukturelle Gewalt und kulturelle Gewalt hinterfragt und reformiert.
Zu den bekanntesten Vertretern der Konflikttransformation gehören Johan Galtung, Herbert Kelman, die beide auch als Gründerväter der Friedensforschung gelten, sowie John Paul Lederach.